# Episodi di Kipper - Il più bel cucciolo del mondo (prima stagione)
Questa voce riassume la prima stagione della serie televisiva Kipper - Il più bel cucciolo del mondo, composta da 13 episodi trasmessi tra il 5 settembre e il 28 novembre 1997.

## Elenco episodi
- 1 Tiger's Rocket
- 2 Water, Water Everywhere
- 3 Pig's Shop
- 4 Hide And Seek
- 5 The Jumble Sale
- 6 The Visitor
- 7 The Umbrella
- 8 The Seaside
- 9 Kipper's Pet
- 10 Kipper and the New Friend
- 11 Kipper's Birthday
- 12 Kipper's Birthday (Part 2)